# Aeropuerto de Clyde River
El Aeropuerto de Clyde River (del inglés: Clyde River Airport) (IATA: YCY, OACI: CYCY) está ubicado a 2,2 MN (4,1 km; 2,5 mi) al noreste de Clyde River, Nunavut, Canadá y es operado por el gobierno de Nunavut.

## Aerolíneas y destinos
- Canadian North
  - Iqaluit / Aeropuerto de Iqaluit
  - Pond Inlet / Aeropuerto de Pond Inlet
- First Air
  - Iqaluit / Aeropuerto de Iqaluit
  - Pond Inlet / Aeropuerto de Pond Inlet